# Championnats panarabes d'athlétisme 2025
 (juin 2025).
Navigation
Édition précédente
La 24e édition des championnats panarabes d'athlétisme se déroule du 30 avril au 4 mai 2025 au complexe Miloud-Hadefi à Oran, en Algérie.
Pour les femmes, la distance pour l'épreuve de marche est de 10km (respectivement 20km pour les hommes) et il n'y a pas d'épreuve de 10 000m.
Treize pays arabes prennent part à ce championnat : l’Algérie (pays organisateur), l’Arabie saoudite, le Qatar, le Koweït, le Sultanat d'Oman, la Jordanie, le Liban, le Djibouti, la Palestine, l’Égypte, la Tunisie et la Libye.
L'Algérie termine en tête du classement des médailles, devant la Tunisie et l'Égypte.

## Résultats

### Hommes
| Épreuve                       | Or | Or  | Argent | Argent | Bronze | Bronze |
| ----------------------------- | -- | --- | ------ | ------ | ------ | ------ |
| 100 m (vent : m/s)            |    |     |        |        |        |        |
| 200 m (vent : m/s)            |    |     |        |        |        |        |
| 400 m                         |    |     |        |        |        |        |
| 800 m                         |    |     |        |        |        |        |
| 1 500 m                       |    |     |        |        |        |        |
| 5 000 m                       |    |     |        |        |        |        |
| 10 000 m                      |    |     |        |        |        |        |
| 110 mètres haies (vent : m/s) |    |     |        |        |        |        |
| 400 mètres haies              |    |     |        |        |        |        |
| 3 000 m steeple               |    |     |        |        |        |        |
| 4 × 100 m                     |    |     |        |        |        |        |
| 4 × 400 m                     |    |     |        |        |        |        |
| 20 kilomètres marche          |    |     |        |        |        |        |
| Semi-marathon                 |    |     |        |        |        |        |
| Saut en hauteur               |    | m   |        | m      |        | m      |
| Saut à la perche              |    | m   |        | m      |        | m      |
| Saut en longueur              |    | m   |        | m      |        | m      |
| Triple saut                   |    | m   |        | m      |        | m      |
| Lancer du poids               |    | m   |        | m      |        | m      |
| Lancer du disque              |    | m   |        | m      |        | m      |
| Lancer du marteau             |    | m   |        | m      |        | m      |
| Lancer du javelot             |    | m   |        | m      |        | m      |
| Décathlon                     |    | pts |        | pts    |        | pts    |

### Femmes
| Épreuve                       | Or | Or  | Argent | Argent | Bronze | Bronze |
| ----------------------------- | -- | --- | ------ | ------ | ------ | ------ |
| 100 m (vent : m/s)            |    |     |        |        |        |        |
| 200 m (vent : m/s)            |    |     |        |        |        |        |
| 400 m                         |    |     |        |        |        |        |
| 800 m                         |    |     |        |        |        |        |
| 1 500 m                       |    |     |        |        |        |        |
| 5 000 m                       |    |     |        |        |        |        |
| 100 mètres haies (vent : m/s) |    |     |        |        |        |        |
| 400 mètres haies              |    |     |        |        |        |        |
| 3 000 m steeple               |    |     |        |        |        |        |
| 4 × 100 m                     |    |     |        |        |        |        |
| 4 × 400 m                     |    |     |        |        |        |        |
| 10 kilomètres marche          |    |     |        |        |        |        |
| Semi-marathon                 |    |     |        |        |        |        |
| Saut en hauteur               |    | m   |        | m      |        | m      |
| Saut à la perche              |    | m   |        | m      |        | m      |
| Saut en longueur              |    | m   |        | m      |        | m      |
| Triple saut                   |    | m   |        | m      |        | m      |
| Lancer du poids               |    | m   |        | m      |        | m      |
| Lancer du disque              |    | m   |        | m      |        | m      |
| Lancer du marteau             |    | m   |        | m      |        | m      |
| Lancer du javelot             |    | m   |        | m      |        | m      |
| Heptathlon                    |    | pts |        | pts    |        | pts    |

## Légende
Records et Performances
- AR : Record continental (area record)
- CR : Record des championnats (championship record)
- MR : Record du meeting (meet record)
- NR : Record national (national record)
- OR : Record olympique (olympic record)
- PR : Record paralympique (paralympic record)
- PB : Record personnel (personal best)
- SB : Meilleure performance personnelle de la saison (season's best)
- WL : Meilleure performance mondiale de l'année (world leader)
- WJR : Record du monde junior (world junior record)
- WR : Record du monde (world record)

Circonstances et Conditions
- DNF : N'a pas terminé (did not finish)
- DNS : N'a pas pris le départ (did not start)
- DQ : Disqualification (disqualification)
- NM : Aucun essai valable enregistré (No Mark)
- Q : Qualifié « directement » au prochain tour (ou à la prochaine compétition), lors d'une compétition majeure, grâce au classement ou à la réalisation des minima (automatic qualifier)
- q : Qualifié au prochain tour (ou à la prochaine compétition), lors d'une compétition majeure, grâce au repêchage ou à la réalisation de l'une des meilleures performances parmi celles des « non qualifiés directement » (grâce au meilleur temps ou à la meilleure distance par exemple) (secondary qualifier)